# 嘉定山
嘉定山是位于中华人民共和国山东省青岛市市北区的一座山峰，海拔110.4米。嘉定山明代称“塔山墩堡”，清代称“达山”，民国时期改称“大山”，1960年左右，山下的嘉定路建成通车，遂改今名嘉定山。山上的嘉定山公园于1984年开建，1986年正式开放。2008年7月为迎接北京奥运会，嘉定山上建设了高25米，宽18米的大型中国印浮雕。